# Прудок (Светлогорский район)
Прудок (бел. Прудо́к) — деревня в Паричском сельсовете Светлогорского района Гомельской области Республики Беларусь.

## География

### Расположение
В 19 км на северо-запад от Светлогорска, 20 км от железнодорожной станции Светлогорск-на-Березине (на линии Жлобин — Калинковичи), 129 км от Гомеля.

### Гидрография
На востоке и юге мелиоративные каналы, соединённые с рекой Березина.

## Транспортная сеть
Рядом автодорога Паричи — Светлогорск. Планировка состоит из прямолинейных длинной и параллельной к ней короткой улиц, ориентированных с юго-запада на северо-восток. Застройка двусторонняя, деревянная, усадебного типа.

## История
Обнаруженное археологами поселение 2-й половины I тысячелетия до н. э. — начала II тысячелетия н. э. (в 2,5 км на восток от деревни, около старицы правого берега Березины) свидетельствует о деятельности человека в этих местах с давних времён.
Современная деревня согласно письменным источникам известна с XIX века как селение в Паричской волости Бобруйского уезда Минской губернии. В 1879 году обозначена в числе селений Паричского церковного прихода. Согласно переписи 1897 года действовали часовня, трактир.
В 1921 году открыта школа, которая размещалась в наёмном крестьянском доме. В 1925 году в Ракшинском сельсовете Паричского Бобруйского округа. В 1929 году организован колхоз имени Калинина, работала кузница. Во время Великой Отечественной войны оккупанты сожгли деревню. Согласно переписи 1959 года центр СПК «Прудок-Агро». Располагается межхозяйственное предприятие «Прудок», базовая школа, Дом культуры, библиотека, фельдшерско-акушерский пункт, отделение связи, столовая, магазин.
До 16 декабря 2009 года в составе Козловского сельсовета, с 16 декабря 2009 года в составе Паричского поселкового Совета депутатов, с 12 декабря 2013 года в составе Паричского сельсовета.

## Население

### Численность
- 2021 год — 224 жителя

### Динамика
- 1897 год — 39 дворов, 248 жителей (согласно переписи)
- 1908 год — 46 дворов, 318 жителей
- 1917 год — 65 дворов, 406 жителей
- 1925 год — 93 двора
- 1959 год — 432 жителя (согласно переписи)
- 2004 год — 128 хозяйств, 272 жителя
- 2021 год — 224 жителя

## Достопримечательность
- Около деревни археологический памятник: поселение 2-й половины I тыс. до н.э. — начала II тыс. н.э. —  Историко-культурная ценность Республики Беларусь, шифр 313В000771